# Tomasz Miłek
Tomasz Miłek (ur. 1969) – polski koszykarz, grający na pozycji silnego skrzydłowego, medalista mistrzostw Polski.

## Osiągnięcia
Klubowe
- Mistrz Polski (1987)
- Uczestnik rozgrywek Pucharu Europy Mistrzów Krajowych (1987/1988 – TOP 16)[1]